# Lago di Caldaro (vino)
Lago di Caldaro o Kalterersee in tedesco è una DOC riservata ad alcuni vini la cui produzione è consentita nelle province di Bolzano e Trento

## Zona di produzione
La zona di produzione comprende parte del territorio dei seguenti comuni:
- Caldaro sulla Strada del Vino, Appiano sulla Strada del Vino, Termeno sulla Strada del Vino, Cortaccia sulla Strada del Vino, Vadena, Nalles, Andriano, Magrè sulla Strada del Vino, Egna, Montagna, Ora e Bronzolo in provincia di Bolzano.
- Roveré della Luna, Mezzocorona, Faedo, San Michele all'Adige, Lavis, Giovo, Lisignago e Cembra in provincia di Trento.[1].

## Storia
Risulta che nella zona intorno al lago di Caldaro vi fossero vigneti già nel VI secolo a.C. e che il vino locale fosse apprezzato anche a Roma in età imperiale. Durante il medioevo nobili, vescovi e monaci presero a trasportarlo in Austria e nella Germania meridionale.
A partire dai primi anni del Novecento la viticoltura assunse notevole importanza al livello economico e sociale, con la nascita cantine sociali e aziende vitivinicole.

## Disciplinare
La DOC Lago di Caldaro è stata istituita con DPR 23.03.1970, pubblicato sulla Gazzetta Ufficiale n. 115 del 09.05.1970
 Successivamente è stato modificato con 
- DPR 22.09.1981 GU 92 - 03.04.1982
- DM 03.08.1993 GU 200 - 26.08.1993
- DM 31.05.2002 GU 140 - 17.06.2002
- DM 06.08.2010 GU 197 - 24.08.2010
- La versione in vigore è stata approvata con D.M. 30.11.2011 pubblicato sul sito ufficiale del Mipaaf[1]

## Tipologia
È sempre obbligatoria l'indicazione in etichetta dell’annata di produzione delle uve.
Sono previste numerose menzioni ed indicazioni, che possono sommarsi tra loro.
- Il vino prodotto nei comuni altoatesini di Caldaro, Appiano, Termeno, Cortaccia, Vadena, Egna, Montagna, Ora e Bronzolo può fregiarsi delle indicazioni Classico e Classico Superiore.
- Il vino invecchiato almeno due anni può fregiarsi della menzione Riserva.
- Il vino con maggiore gradazione alcolica può essere definito Scelto o Auslese (nei comuni della Provincia di Bolzano).
- Il vino prodotto in vigneti identificati da nomi tradizionali può recare in etichetta la menzione Vigna, se le lavorazioni avvengono in recipienti separati e il toponimo è riportato nell'intera documentazione e nell'apposito elenco regionale.
- Il vino prodotto in 11 aree "cru" può recare un'etichetta l'indicazione dell'Unità geografica aggiuntiva, se la produzione massima di uva per ettaro non supera i 105 quintali.
- L'indicazione Gran Alp è prevista a particolari condizioni produttive e qualitative.

### Caldaro
|                                | Caldaro    | Riserva     | Scelto      |
| uvaggio                        | Schiava    | Schiava     | Schiava     |
| titolo alcolometrico minimo    | 10,50% vol | 11,50% vol. | 11,50% vol. |
| acidità totale minima          | 4,0 g/l.   | 4,0 g/l.    | 4,0 g/l.    |
| estratto secco minimo          | 18,0 g/l   | 18,0 g/l    | 18,0 g/l    |
| resa massima di uva per ettaro | 140 q.     | 140 q.      | 140 q.      |
| resa massima di uva in vino    | 70%        | 70%         | 70%         |

### Caldaro classico
Può essere designato anche Klassisches Ursprungsgebiet o Klassisch e con la specificazione aggiuntiva Alto Adige o Südtirol.
È prevista la menzione riserva
|                                | Classico    | Scelto Classico | Classico superiore | Scelto Classico superiore |
| uvaggio                        | Schiava     |                 |                    |                           |
| titolo alcolometrico minimo    | 11,00% vol. | 11,50% vol.     | 11,50% vol.        | 12,00% vol.               |
| acidità totale minima          | 4,0 g/l.    |                 |                    |                           |
| estratto secco minimo          | 18,0 g/l    |                 |                    |                           |
| resa massima di uva per ettaro | 140 q.      |                 |                    |                           |
| resa massima di uva in vino    | 70%         |                 |                    |                           |

### Gran Alp
Riservata al vino invecchiato almeno 30 mesi.
Sono previste le menzioni scelto, classico e classico superiore.
| uvaggio                        | Schiava    |
| titolo alcolometrico minimo    | 12,00% vol |
| acidità totale minima          | 4,0 g/l.   |
| estratto secco minimo          | 20,0 g/l   |
| resa massima di uva per ettaro | 60 q.      |
| resa massima di uva in vino    | 70%        |